# Deuterotinea stschetkini
Deuterotinea stschetkini är en fjärilsart som beskrevs av Aleksei Konstantinovich Zagulajev 1972. Deuterotinea stschetkini ingår i släktet Deuterotinea och familjen Eriocottidae. Inga underarter finns listade i Catalogue of Life.